# Pometet
Pometet ligger i Taastrup og er etableret her i 1956. Det er en enhed under Det Biovidenskabelige Fakultet for Fødevarer, Veterinærmedicin og Naturressourcer ved Københavns Universitet. Et pomet er en samling af frugttræer- og buske. Navnet er afledet af det latinske pomum, som betyder æble. 
Sortssamlingen er meget stor og omfatter cirka 750 æblesorter, hvoraf omkring de 250 er danske. Antallet af andre frugtsorter ligger mellem 80 og 120. Sorterne er overvejende indsamlet i 1940'erne og 50'erne af Anton Pedersen, professor i frugtavl.
Samlingen har desuden funktion som génbank og indgår i Nordisk Genbank, som har til formål at bevare genetiske ressourcer for plantearter anvendt til dyrkning i bestemte klimaområder.
Pometet anvendes også i undervisningen inden for frilandsdyrkning samt planteskoledrift og af agronom- og hortonomstuderende.